# Милорад Јанковић
Милорад М. Јанковић (Београд, 13. јул 1924 — Београд, 24. јул 2002) био је српски биолог и еколог.
Био је универзитетски професор на Биолошком факултету и председник Еколошког друштва Србије. Такође се бавио писањем научне фантастике и био истакнути активиста на овом подручју.

## Научна и стручна каријера
Професор Јанковић своју каријеру започиње у Природњачком музеју Српске земље у Београду 1943. године. Докторирао је 1955. године на Биолошкој групи Природно-математичког факултета у Београду са дисертацијом „Екологија, распрострањење, систематика и еволуција рода Trapa L. у Југославији“.
Године 1970. постаје редовни професор на истом факултету. Био је први управник Одсека за биолошке науке који је касније прерастао у Биолошки факултет. Оснивач је и дугогодишњи шеф Катедре за екологију и географију биљака на Биолошкој групи ПМФ-a као и Одељења за физиолошку и биохемијску екологију биљака Института за биолошка истраживања Синиша Станковић. Био је дугогодишњи управник Института за ботанику и Ботаничке баште.
У дугој и плодној каријери објавио је преко 1.000 научних и стручних радова, елабората, студија, просторних планова. Аутор је преко 30 књига, монографија и уџбеника. У оквиру педагошког рада, поред руковођења израдом многих дипломских, магистарских и докторских радова, организовао је наставу и предавао на Центру за мултидисциплинарне студије, Географском факултету, Биолошкој групи Универзитета у Крагујевцу, Природно-математичком факултету у Приштини. Био је редован или почасни члан многих научних и стручних друштава.

## Рад у научној фантастици
Јанковић је био писац научне фантастике и истакнути члан Првог српског НФ фандома од 1983. године па до смрти. Проф. др Александар Б. Недељковић каже да је професор Јанковић битно допринео раду, респектабилности и успешности Друштва пријатеља научне фантастике “Лазар Комарчић”.
Проф. Јанковић је држао истакнута предавања о улози фантазије и маште у стваралачком и научном раду („Беокон 86“), о проблему космизације човечанства у делима Константина Циолковског (1991), о градовима као амбијенту садашњег и будућег живљења људског рода (1992) и многа друга.
Под псеудонимом Миле Јанковић Бели објавио је роман Бледа месечева светлост у едицији „Знак Сагите“, 1992. године. За ову књигу критичар Илија Бакић каже: „Упркос свим манама, овај роман, као једно нетипично али успешно дело у савременој домаћој СФ продукцији, заслужује пажњу“.

## Награде и признања
Јанковић је био добитник две Октобарске награде Београда, Седмојулске награде као и више захвалница и повеља. Одликован је Орденом заслуга за народ са сребрним зрацима.